# Youssef Anis Abi-Aad
Youssef Anis Abi-Aad IdP (arabisch يوسف أنيس أبي عاد, DMG Yūsuf Anīs Abī ʿĀd; * 12. Januar 1940 in Dfoun; † 6. Mai 2017) war ein libanesischer Geistlicher und maronitischer Erzbischof von Aleppo.

## Leben
Youssef Anis Abi-Aad trat dem Säkularinstitut Istituto del Prado bei und empfing am 18. Juni 1966 die Priesterweihe.
Papst Johannes Paul II. ernannte ihn am 7. Juni 1997 zum Erzbischof von Aleppo. Der Maronitische Patriarch von Antiochien und des ganzen Orients, Nasrallah Boutros Kardinal Sfeir, spendete ihm am 1. November desselben Jahres die Bischofsweihe; Mitkonsekratoren waren Béchara Raï OMM, Bischof von Jbeil, und Paul Youssef Matar, Erzbischof von Beirut.
Papst Franziskus nahm am 11. November 2013 seinen vorzeitigen Rücktritt an.